# Мугреевский
Мугре́евский — село (с 1942 по 2004 годы — посёлок городского типа) в Южском районе Ивановской области России. Входит в Талицко-Мугреевское сельское поселение.

## География
Село расположено на берегу Святого озера в 38 км на восток от районного центра города Южа.

## История

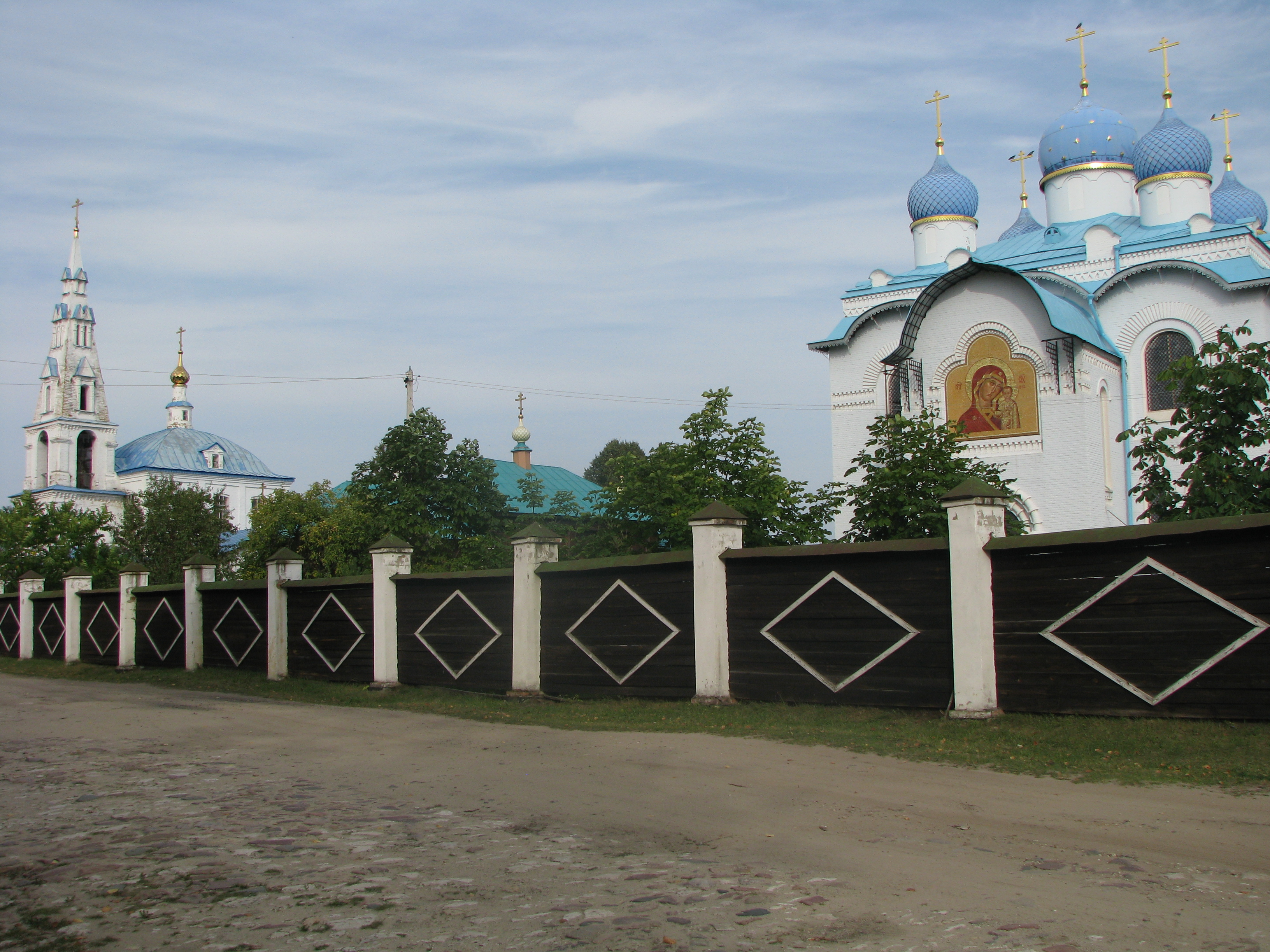
Святоезерская Иверская пустынь

В селе располагается Святоезерский Иверский монастырь. По легенде пустынь основана старцем Филаретом, поселившемся в начале XIV века в вырытой им пещере. Легенда повествует, что старцем был выкопан колодец, на месте которого со временем образовалось большое озеро, в народе названное Святым. Ещё в XIX веке данная местность, которую окружают густые леса и болота, продолжала называться Филаретовской.
В конце XIV века отшельническая обитель привлекла Киприана, позднее ставшего митрополитом. Им была поставлена первая на этом месте деревянная Преображенская церковь. В качестве митрополичья владения, пустынь действовала также в первой половине XV века при преемнике Киприана митрополите Фотии. Пребывание в этом месте Фотия в 1411 году спасло его от пленения отрядом татарского царевича Талыча. В память о чудесном спасении митрополитом была поставлена новая деревянная церковь Рождества Богородицы. Предположительно, при Фотии пустынь стала мужским Святоезерским Спасским Сенегским монастырём, по второму местному названию озера — Сенга-озеро.
В конце XIX — начале XX века Святоозерская пустынь входила в состав Нижнеландеховской волости Гороховецкого уезда Владимирской губернии, с 1925 года — в составе Южской волости Шуйского уезда Иваново-Вознесенской губернии. В 1859 году в селе числилось три двора, в 1905 году — 12 дворов.
С 1929 года село входило в Лукинский сельсовет Южского района, с 1934 года — в Талицком сельсовете. 2 октября 1942 года на месте Святоозерской пустыни образован посёлок городского типа Мугреевский.
Село Мугреевский выросло из рабочего посёлка, созданного при торфоразработках. Посёлок был образован в начале советского периода на берегу Святого озера на территории и вокруг закрытого в советское время монастыря. Первые работники торфопредприятия проживали в кельях — в общежитии, затем отстроился посёлок. Население его сложилось из жителей местных деревень и отчасти из приезжих из Горьковской области и из Мордовии.
С 1 октября 2004 года, согласно закону Ивановской области от 12.07.2004 № 113-ОЗ, рабочий посёлок Мугреевский преобразован в село. С 2005 года село Мугреевский являлось центром Мугреевского сельского поселения, с 2017 года — в составе Талицко-Мугреевского сельского поселения.

## Фольклор
Фольклорные сюжеты о монастыре и Святом озере принадлежат к числу сюжетов о провалищах, согласно которым под землю или под воду уходит объект, как правило, сакральный (часовня, церковь, монастырь), на месте которого возникает озеро или родник, реже холм или гора. Сюжеты о Святом озере включают известные мотивы (структурные компоненты сюжетов), которые характерны для рассказов о провалищах, об образовании на месте сакрального объекта водоёма: связанные с происхождением озера — проваливается церковь или монастырь, нередко за грехи, на месте которой образуется озеро; связанные с особыми свойствами такого озера — в нём слышны колокола, видны купола или свечи или слышны крики детей, это озеро не имеет дна, водолазы или учёные, обследовав, озеро не нашли дна или нашли впадину на месте упавшей церкви, озеро с удивительно чистой или целебной водой. Чудесные явления на озере включают продолжение богослужения и зажигание свечей на дне.
Южские сюжеты о провалищах, прежде всего связанные со Святым озером, могут включать также эсхатологические мотивы, в рамках которых озеро теряет сакральные признаки, из него уходит вода, а также ряд других традиционных мотивов, как правило, не связанных с провалищем: старец (Филарет) выкапывает колодец или открывает родник, который дал начало озеру; подземный ход между монастырями (Святоезерский Иверский монастырь — женский и Флорищева мужская пустынь) и грех монахов и монахинь; погубленные дети; озеро из слёз детей или монахинь. Согласно фольклору, в Святом озере, вода которого целебна, Дмитрий Пожарский залечивался от ран.

## Население
| 1859 | 1905 | 1959  | 1970  | 1979  | 1989  |
| ---- | ---- | ----- | ----- | ----- | ----- |
| 12   | ↗74  | ↗7070 | ↘6057 | ↘5873 | ↘5216 |
| 2002 | 2010 | 2012  | 2013  | 2014  |       |
| ↘949 | ↘789 | ↘783  | ↘767  | ↘743  |       |

## Инфраструктура
В селе имеется средняя общеобразовательная школа № 10 (основана в 1940 году).

## Экономика
Основным предприятием является ОАО «Мугреевское торфопредприятие» (ныне ООО «Мугреево Торф»).